# Chính trị Việt Nam
Chính trị Việt Nam đi theo nguyên mẫu nhà nước xã hội chủ nghĩa đơn đảng lãnh đạo. Hệ thống chính trị theo chủ trương lãnh đạo tập thể và có 4 chức danh cao cấp nhất gồm: Tổng Bí thư Đảng Cộng sản (đứng đầu Đảng và hệ thống chính trị), Chủ tịch nước (nguyên thủ quốc gia), Thủ tướng Chính phủ (người đứng đầu chính phủ) và Chủ tịch Quốc hội (chủ trì các cuộc họp của Quốc hội). Nói một cách chính thống hơn, bốn vị trí này được gọi là Lãnh đạo chủ chốt của Đảng, Nhà nước hay Tứ Trụ (tên gọi không chính thức), việc bổ nhiệm hay miễn nhiệm bốn chức danh trên đều phải được sự đồng ý của Ban Chấp hành Trung ương Đảng thông qua biểu quyết theo đa số. Hiến pháp mới được thông qua vào tháng 11 năm 2013, tái khẳng định vai trò lãnh đạo của Đảng Cộng sản Việt Nam đối với Nhà nước và xã hội trong khuôn khổ Hiến pháp và pháp luật, phác thảo việc tái tổ chức chính phủ và tăng cường cải cách thị trường trong nền kinh tế. Quyền lực nhà nước là thống nhất nhưng có sự phân công, phối hợp, kiểm soát giữa các cơ quan nhà nước trong việc thực hiện các quyền lập pháp, hành pháp, tư pháp. Dù Việt Nam là một quốc gia đơn đảng, việc đi theo đường lối tư tưởng chính thống của Đảng đã "giảm bớt phần quan trọng và ưu tiên với mục tiêu phát triển kinh tế và bảo vệ an ninh Tổ quốc".

## Tổng quan
Cách tổ chức chính trị ở Việt Nam được sắp xếp theo trục dọc với Đảng Cộng sản giữ địa vị trên hết, không như mô hình tam quyền phân lập như các tổ chức chính phủ dân chủ nghị viện khác. Mô hình khác biệt này được Ủy ban Pháp luật Quốc hội Việt Nam xác nhận. Tổng Bí thư Đảng Cộng sản Việt Nam, Nguyễn Phú Trọng trong Hội nghị Trung ương lần thứ năm của Đảng cộng sản Việt Nam năm 2012 tại Hà Nội đã thẳng thừng bác bỏ nguyên tắc tam quyền phân lập vốn là nền tảng chính trị của hầu hết các quốc gia trên thế giới, ông cho rằng "quyền lực nhà nước là thống nhất; có sự phân công, phối hợp và kiểm soát giữa các cơ quan trong việc thực hiện các quyền lập pháp, hành pháp, tư pháp".
Cựu Bộ trưởng Bộ Tư pháp Việt Nam, Nguyễn Đình Lộc (tại nhiệm từ năm 1992 đến 2002) thì cho là Việt Nam tuân theo mô hình "quyền lực nhà nước là thống nhất, nhưng có phân công, phối hợp giữa các quyền lực đó" với một đảng lãnh đạo và cầm quyền.
Quyền lực quan trọng nhất bên trong Chính phủ Việt Nam – ngoài Đảng Cộng sản – là các cơ quan hành pháp do hiến pháp năm 2013 quy định: các chức vụ chủ tịch nước và thủ tướng. Chủ tịch nước Việt Nam hoạt động với tư cách nguyên thủ quốc gia, Thống lĩnh các lực lượng vũ trang và Chủ tịch Hội đồng quốc phòng và an ninh kiêm Tổng Tư lệnh các lực lượng vũ trang. Thủ tướng Việt Nam lãnh đạo một chính phủ hiện gồm 4 phó thủ tướng và 22 bộ trưởng và các ủy ban, tất cả các chức vụ và ủy ban trên đều được Quốc hội thông qua và Chủ tịch nước bổ nhiệm.
Dưới đây là Sơ đồ tổ chức hệ thống chính trị của nước Cộng hòa Xã hội Chủ nghĩa Việt Nam:

## Phân bố quyền lực
Hiến pháp 2013 tái khẳng định vai trò ưu tiên của Đảng Cộng sản, tuy nhiên, cũng theo bản hiến pháp đó thì Quốc hội là cơ quan đại biểu cao nhất của nhân dân và là tổ chức duy nhất nắm quyền lập pháp. Cơ quan này có trách nhiệm to lớn trong việc giám sát mọi chức năng của Chính phủ.
Tổng Bí thư là chức danh dành cho người lãnh đạo cao nhất trong hệ thống chính trị tại Việt Nam, kiêm nhiệm chức danh Bí thư Quân ủy Trung ương là người lãnh đạo tối cao của Quân đội nhân dân Việt Nam. Chủ tịch nước với vai trò là Nguyên thủ quốc gia, là người đại diện Nhà nước Việt Nam. Thủ tướng Chính phủ là người đứng đầu cơ quan hành pháp, có quyền trực tiếp chỉ đạo, điều hành các bộ, ngành và UBND các tỉnh, thành địa phương. Chủ tịch Quốc hội điều hành Quốc hội, tức cơ quan lập pháp.
Từng được coi là một cơ quan chỉ để phê chuẩn, Quốc hội đã vươn ra tiếp nhận vai trò quan trọng hơn trong việc thực thi quyền lực thông qua trách nhiệm lập pháp, nhất trong những năm 2000 trở đi. Tuy nhiên, Quốc hội vẫn là đối tượng chịu sự lãnh đạo của Đảng. Khoảng gần 90% đại biểu Quốc hội là Đảng viên. Số còn lại dù không phải là Đảng viên, nhưng phải được Mặt trận Tổ quốc Việt Nam thông qua mới có thể tranh cử vào Quốc hội.
Quốc hội họp 2 lần 1 năm, mỗi lần kéo dài từ 7–10 tuần; đại biểu Quốc hội có nhiệm kỳ 5 năm.
Việt Nam có một cơ quan tư pháp riêng biệt, nhưng nhánh này có vai trò khá mờ nhạt. Nói chung, số lượng luật sư còn ít và các thủ tục tòa án còn nhiều vấn đề bất cập. Tuy nhiên từ năm 2016, hệ thống tư pháp ngày càng được cải thiện rõ rệt và có vai trò rất quan trọng trong phòng chống tham nhũng ở Việt Nam.

## Đảng Cộng sản
| Những viên chức chủ chốt | Những viên chức chủ chốt | Những viên chức chủ chốt | Những viên chức chủ chốt |
| Chức vụ                  | Tên                      | Đảng                     | Từ                       |
| ------------------------ | ------------------------ | ------------------------ | ------------------------ |
| Tổng Bí thư              | Tô Lâm                   | Đảng Cộng sản Việt Nam   | 3/8/2024                 |
| Thường trực Ban Bí thư   | Trần Cẩm Tú              | Đảng Cộng sản Việt Nam   | 25/10/2024               |

Điều 4 Hiến pháp Việt Nam năm 2013 khẳng định Đảng Cộng sản Việt Nam là lực lượng duy nhất lãnh đạo Nhà nước và xã hội. Bộ Chính trị với 16 ủy viên hiện nay, được bầu ra vào tháng 1 năm 2021 và do cố Tổng Bí thư Nguyễn Phú Trọng đứng đầu, quyết định chính sách của Đảng; Ban Bí thư gồm 10 người giám sát việc thi hành chính sách hàng ngày. Dù đã có một số nỗ lực nhằm giảm sự chồng chéo và hạn chế sự can thiệp lẫn nhau giữa các vị trí của Đảng và chính quyền, cách quản lí này hiện vẫn đang được áp dụng và mở rộng. Các ủy viên chính của Bộ Chính trị như Tô Lâm, Phạm Minh Chính, Trần Thanh Mẫn hiện cũng giữ các vị trí cao trong Nhà nước, Chính phủ và Quốc hội. Ngoài ra, Quân ủy Trung ương của Đảng quyết định chính sách quốc phòng, Tổng Bí thư (kiêm nhiệm Bí thư Quân ủy Trung ương) là lãnh đạo tối cao của Quân đội nhân dân Việt Nam về mặt chính trị, công tác, tư tưởng, thể hiện quan điểm Đảng lãnh đạo Quân đội nhân dân trực tiếp, tuyệt đối.
Đại hội Đại biểu toàn quốc Đảng Cộng sản Việt Nam tiến hành 5 năm/lần để đưa ra phương hướng lãnh đạo của Đảng và Chính phủ. Đại hội gần nhất tính đến hiện nay (2021) là Đại hội Đại biểu toàn quốc Đảng Cộng sản Việt Nam lần thứ XIII diễn ra từ ngày 25 tháng 1 đến ngày 1 tháng 2 năm 2021 tại Hà Nội với sự tham gia của 1587 đại biểu.
Ban Chấp hành Trung ương Đảng với 169 Ủy viên chính thức, 20 Ủy viên dự khuyết, do Đại hội Đại biểu toàn quốc của đảng bầu ra, họp (thường kỳ) 2 lần/năm.
Năm 2021, Đại hội Đảng nhóm họp 1587 đảng viên từ các tỉnh thành. Danh sách ứng cử viên được Trung ương Đảng Cộng sản soạn ra và đại hội sẽ bỏ phiếu chọn 180 người (2021) vào Trung ương và 18 người vào Bộ Chính trị, đứng đầu là Tổng Bí thư. Đây là những nhân vật quyền lực nhất trong Đảng.

## Nhà nước
| Những viên chức chủ chốt | Những viên chức chủ chốt | Những viên chức chủ chốt | Những viên chức chủ chốt |
| Chức vụ                  | Tên                      | Đảng                     | Từ                       |
| ------------------------ | ------------------------ | ------------------------ | ------------------------ |
| Chủ tịch nước            | Lương Cường              | Đảng Cộng sản Việt Nam   | 21/10/2024               |
| Phó Chủ tịch nước        | Võ Thị Ánh Xuân          | Đảng Cộng sản Việt Nam   | 6/4/2021                 |

Đứng đầu Nhà nước là Chủ tịch nước do Quốc hội bầu ra trong số các đại biểu Quốc hội với nhiệm kỳ 5 năm.
Nhà nước Việt Nam bao gồm 4 cơ quan là:
- Cơ quan quyền lực nhà nước (lập pháp), tức Quốc hội Việt Nam;
- Cơ quan hành chính nhà nước (hành pháp), tức Chính phủ Việt Nam;
- Cơ quan xét xử nhà nước (tư pháp), tức Tòa án nhân dân tối cao Việt Nam;
- Cơ quan kiểm sát nhà nước (công tố), tức Viện kiểm sát nhân dân tối cao Việt Nam.

### Lập pháp
| Những viên chức chủ chốt          | Những viên chức chủ chốt | Những viên chức chủ chốt | Những viên chức chủ chốt |
| Chức vụ                           | Tên                      | Đảng                     | Từ                       |
| --------------------------------- | ------------------------ | ------------------------ | ------------------------ |
| Chủ tịch Quốc hội                 | Trần Thanh Mẫn           | Đảng Cộng sản Việt Nam   | 20/5/2024                |
| Phó Chủ tịch Thường trực Quốc hội | Khuyết                   | Đảng Cộng sản Việt Nam   |                          |
| Phó Chủ tịch Quốc hội             | Nguyễn Khắc Định         | Đảng Cộng sản Việt Nam   | 1/4/2021                 |
| Phó Chủ tịch Quốc hội             | Nguyễn Đức Hải           | Đảng Cộng sản Việt Nam   | 1/4/2021                 |
| Phó Chủ tịch Quốc hội             | Trần Quang Phương        | Đảng Cộng sản Việt Nam   | 20/7/2021                |

Quốc hội Việt Nam theo mô hình đơn viện. Đại biểu Quốc hội do nhân dân trực tiếp bầu lên với nhiệm kỳ 5 năm.
Đứng đầu Quốc hội là Chủ tịch Quốc hội Việt Nam do các đại biểu bầu ra.
Với Việt Nam là một quốc gia độc đảng, điều này có nghĩa là chỉ có một đảng chính trị duy nhất theo luật pháp quy định có quyền nắm quyền cai trị. Chiếu theo Điều 4 của Hiến pháp năm 2013 thì đảng đó là Đảng Cộng sản Việt Nam. Tuy nhiên nhiều người Việt Nam trong và ngoài nước, nhất là những người bất đồng chính kiến, cho rằng không có một điều luật nào trong các văn bản hiện hành cấm các chính đảng khác thành lập và hoạt động tại Việt Nam. Mặt trận Tổ quốc Việt Nam, một tổ chức chính trị ngoại vi của Đảng Cộng sản Việt Nam đứng làm trung gian để thông qua và thanh lọc chọn ra danh sách những người có quyền ứng cử. Trong số 500 đại biểu Quốc hội thì chỉ có khoảng 10% đại biểu không phải là Đảng viên.

### Hành pháp
| Những viên chức chủ chốt | Những viên chức chủ chốt | Những viên chức chủ chốt | Những viên chức chủ chốt |
| Chức vụ                  | Tên                      | Đảng                     | Từ                       |
| ------------------------ | ------------------------ | ------------------------ | ------------------------ |
| Thủ tướng Chính phủ      | Phạm Minh Chính          | Đảng Cộng sản Việt Nam   | 5/4/2021                 |
| Phó Thủ tướng Chính phủ  | Trần Lưu Quang           | Đảng Cộng sản Việt Nam   | 5/1/2023                 |
| Phó Thủ tướng Chính phủ  | Trần Hồng Hà             | Đảng Cộng sản Việt Nam   | 5/1/2023                 |
| Phó Thủ tướng Chính phủ  | Hồ Đức Phớc              | Đảng Cộng sản Việt Nam   | 26/8/2024                |

Chính phủ là cơ quan chấp hành của Quốc hội Việt Nam và là cơ quan hành chính nhà nước cao nhất – trực thuộc Chủ tịch nước. Chính phủ chịu sự giám sát của Quốc hội và Chủ tịch nước. Chính phủ phải chấp hành:
1. Hiến pháp, luật, nghị quyết của Quốc hội;
2. Pháp lệnh, nghị quyết của Ủy ban thường vụ Quốc hội;
3. Lệnh, quyết định của Chủ tịch nước;
Chính phủ Việt Nam được thành lập trong kỳ họp thứ nhất của Quốc hội mỗi khóa và có nhiệm kỳ là 5 năm.
Đứng đầu Chính phủ Việt Nam là Thủ tướng Chính phủ. Thủ tướng do Chủ tịch nước đề nghị Quốc hội bầu trong số đại biểu Quốc hội và được Quốc hội phê chuẩn; các Phó thủ tướng do Thủ tướng chỉ định và trình cho Quốc hội phê chuẩn. Các thành viên Chính phủ do Chủ tịch nước bổ nhiệm theo đề xuất của Thủ tướng và được Quốc hội phê chuẩn.

### Tư pháp
| Những viên chức chủ chốt                         | Những viên chức chủ chốt | Những viên chức chủ chốt | Những viên chức chủ chốt |
| Chức vụ                                          | Tên                      | Đảng                     | Từ                       |
| ------------------------------------------------ | ------------------------ | ------------------------ | ------------------------ |
| Chánh án Tòa án nhân dân tối cao                 | Lê Minh Trí              | Đảng Cộng sản Việt Nam   | 26/8/2024                |
| Phó Chánh án Thường trực Tòa án nhân dân tối cao | Nguyễn Trí Tuệ           | Đảng Cộng sản Việt Nam   | 21/6/2017                |
| Phó Chánh án Tòa án nhân dân tối cao             | Nguyễn Văn Du            | Đảng Cộng sản Việt Nam   | 8/6/2018                 |
| Phó Chánh án Tòa án nhân dân tối cao             | Dương Văn Thăng          | Đảng Cộng sản Việt Nam   | 8/6/2019                 |
| Phó Chánh án Tòa án nhân dân tối cao             | Nguyễn Văn Tiến          | Đảng Cộng sản Việt Nam   | 27/8/2020                |
| Phó Chánh án Tòa án nhân dân tối cao             | Phạm Quốc Hưng           | Đảng Cộng sản Việt Nam   | 7/4/2022                 |

Tòa án nhân dân tối cao Việt Nam là cơ quan xét xử cao nhất của Nhà nước Việt Nam. Tòa án trên nguyên tắc là cơ quan xét xử độc lập với Chính phủ và Quốc hội. Tuy nhiên, Hiến pháp Việt Nam không chấp nhận quy chế tam quyền phân lập, tức là không tách riêng ba nhánh lập pháp, hành pháp và tư pháp ra, và không cho phép ba nhánh khống chế lẫn nhau.
Đứng đầu Tòa án tối cao là Chánh án tối cao, do Chủ tịch nước chỉ định và Quốc hội phê chuẩn.
| Những viên chức chủ chốt                                   | Những viên chức chủ chốt | Những viên chức chủ chốt | Những viên chức chủ chốt |
| Chức vụ                                                    | Tên                      | Đảng                     | Từ                       |
| ---------------------------------------------------------- | ------------------------ | ------------------------ | ------------------------ |
| Viện trưởng Viện kiểm sát nhân dân tối cao                 | Nguyễn Huy Tiến          | Đảng Cộng sản Việt Nam   | 26/8/2024                |
| Phó Viện trưởng Thường trực Viện kiểm sát nhân dân tối cao | Nguyễn Huy Tiến          | Đảng Cộng sản Việt Nam   | 5/9/2018                 |
| Phó Viện trưởng Viện kiểm sát nhân dân tối cao             | Tạ Quang Khải            | Đảng Cộng sản Việt Nam   | 10/1/2020                |
| Phó Viện trưởng Viện kiểm sát nhân dân tối cao             | Nguyễn Duy Giảng         | Đảng Cộng sản Việt Nam   | 5/6/2020                 |
| Phó Viện trưởng Viện kiểm sát nhân dân tối cao             | Nguyễn Hải Trâm          | Đảng Cộng sản Việt Nam   | 5/6/2020                 |
| Phó Viện trưởng Viện kiểm sát nhân dân tối cao             | Nguyễn Quang Dũng        | Đảng Cộng sản Việt Nam   | 19/10/2020               |

Viện kiểm sát nhân dân tối cao là cơ quan kiểm sát và công tố nhà nước cao nhất - trực thuộc Chủ tịch nước.
Cán bộ đứng đầu Viện kiểm sát nhân dân tối cao là Viện trưởng Viện kiểm sát nhân dân tối cao do Chủ tịch nước bổ nhiệm.
Hiện nay, cả ba nhánh này đều phải phối hợp trong công tác quản lý nhà nước bằng pháp luật dưới sự lãnh đạo thống nhất và toàn bộ của Chủ tịch nước. Do vậy, tính độc lập của ngành tòa án còn khá nhiều hạn chế. Tòa án thường phải nghe theo các cơ quan điều tra (Bộ Công an) và cơ quan tố tụng (Viện kiểm sát nhân dân tối cao - trực thuộc Chủ tịch nước).

## Mặt trận Tổ quốc
| Những viên chức chủ chốt                                               | Những viên chức chủ chốt | Những viên chức chủ chốt | Những viên chức chủ chốt |
| Chức vụ                                                                | Tên                      | Đảng                     | Từ                       |
| ---------------------------------------------------------------------- | ------------------------ | ------------------------ | ------------------------ |
| Chủ tịch Ủy ban Trung ương Mặt trận Tổ quốc Việt Nam                   | Đỗ Văn Chiến             | Đảng Cộng sản Việt Nam   | 12/4/2021                |
| Phó Chủ tịch - Tổng Thư ký Ủy ban Trung ương Mặt trận Tổ quốc Việt Nam | Nguyễn Thị Thu Hà        | Đảng Cộng sản Việt Nam   | 15/3/2023                |
| Phó Chủ tịch Ủy ban Trung ương Mặt trận Tổ quốc Việt Nam               | Hoàng Công Thủy          | Đảng Cộng sản Việt Nam   | 15/3/2023                |
| Phó Chủ tịch Ủy ban Trung ương Mặt trận Tổ quốc Việt Nam               | Trương Thị Ngọc Ánh      | Đảng Cộng sản Việt Nam   | 7/3/2013                 |
| Phó Chủ tịch Ủy ban Trung ương Mặt trận Tổ quốc Việt Nam               | Nguyễn Hữu Dũng          | Đảng Cộng sản Việt Nam   | 22/6/2017                |

Mặt trận Tổ quốc Việt Nam là một bộ phận cấu thành của hệ thống chính trị Việt Nam, là tổ chức liên minh và liên hiệp các tổ chức chính trị, xã hội, tôn giáo, và các đoàn thể thanh thiếu niên tại Việt Nam. MTTQVN dưới sự quản lý của Chủ tịch nước.
Trong các cuộc bầu cử quốc hội tại Việt Nam, các ứng cử viên đều phải được Mặt trận Tổ quốc phê chuẩn để đưa vào danh sách ứng cử viên. Đồng thời, Mặt trận Tổ quốc còn đảm nhiệm việc giám sát cuộc bầu cử.
Đứng đầu MTTQVN là Chủ tịch Mặt trận do Ủy ban Trung ương MTTQVN chọn ra với nhiệm kỳ 5 năm.

## Các đảng chính trị và các cuộc bầu cử
Không có các đảng chính trị đối lập hợp pháp ở Việt Nam, dù một số nhóm đối lập có tồn tại và hoạt động ở nước ngoài, bên trong các cộng đồng người Việt tại các nước như Pháp và Hoa Kỳ. Tại Việt Nam, sau năm 2006, có một số đảng đối lập hoạt động công khai, dù không được Nhà nước Việt Nam chấp nhận và bị đặt ngoài vòng pháp luật. Những nhóm nổi bật gồm có Đảng Việt Tân, Đảng Vì dân, Đảng Thăng tiến Việt Nam, Đảng Dân chủ, Đảng Nhân dân Hành Động và Chính phủ Việt Nam tự do. Chính phủ Việt Nam tự do đã tuyên bố chịu trách nhiệm về một số hành động khủng bố bên trong Việt Nam.
Mặc dù có những ý kiến muốn lập ra những chính đảng khác hoạt động trong nước, Ban Chấp hành Trung ương Đảng Cộng sản Việt Nam ngày 10 tháng 9 năm 2013 đã khẳng định lập trường không chấp nhận một số điểm cơ bản, trong đó có việc không chấp nhận "hình thành tổ chức chính trị đối lập".
Các đảng chính trị cũ gồm Việt Nam Quốc dân Đảng, Đảng Cần lao, và Việt Nam Duy tân Hội ở thời thuộc địa.
Ngoài ra còn có một số nhóm tự nhận đấu tranh cho dân chủ và nhân quyền tại Việt Nam mà phía chính quyền cho rằng do một số thế lực thù địch, phản động, phản bội Tổ quốc lập ra, mà không trực thuộc Mặt trận Tổ quốc, như Khối 8406, Liên minh Dân chủ, Nhân quyền Việt Nam, Câu lạc bộ Nhà báo Tự do.

## Các khu vực hành chính
Việt Nam được chia thành 28 tỉnh: An Giang, Bắc Ninh, Cà Mau, Cao Bằng, Đắk Lắk, Điện Biên, Đồng Nai, Đồng Tháp, Gia Lai, Hà Tĩnh, Hưng Yên, Khánh Hòa, Lai Châu, Lâm Đồng, Lạng Sơn, Lào Cai, Nghệ An, Ninh Bình, Phú Thọ, Quảng Ngãi, Quảng Ninh, Quảng Trị,  Sơn La, Tây Ninh, Thái Nguyên, Thanh Hoá, Tuyên Quang, Vĩnh Long.
Và 6 thành phố trực thuộc trung ương (cấp Trung ương): Cần Thơ, Đà Nẵng, Hải Phòng, Hà Nội, Thành phố Hồ Chí Minh, Huế.

## Các tổ chức quốc tế có tham gia
Việt Nam là thành viên của Liên Hợp Quốc, Cộng đồng Pháp ngữ, ASEAN và APEC. Năm 2005, Việt Nam tham gia khai trương Hội nghị thượng đỉnh Đông Á, với mục đích để thay thế ASEAN trong tương lai. Việt Nam được phép gia nhập Tổ chức Thương mại Thế giới (WTO) vào ngày 7 tháng 11 năm 2006.
Ngoài ra Việt Nam còn tham gia ACCT, AsDB, ESCAP, FAO, G77, IAEA, IBRD, ICAO, ICRM, IDA, IFAD, IFC, IFRCS, ILO, IMF, IMO, Inmarsat, Intelsat, Interpol, IOC, IOM (quan sát viên), ISO, ITU, NAM, OPCW, UN, UNCTAD, UNESCO, UNIDO, UPU, WCL, WCO, WFTU, WHO, WIPO, WMO, WTO.

## Các ý kiến đánh giá về hệ thống chính trị Việt Nam

### Hai hệ thống Đảng và Nhà nước song hành nhưng Đảng là lãnh đạo
Nguyên Chủ tịch Quốc hội, Nguyễn Văn An nhận xét rằng: "Từ chỗ đánh giá Cách mạng dân tộc dân chủ đã hoàn thành, chúng ta phải chuyển ngay sang Cách mạng xã hội chủ nghĩa theo luận thuyết cách mạng không ngừng. Luận thuyết cách mạng không ngừng là đúng, còn cái sai là ở chỗ chúng ta đánh giá cách mạng dân tộc dân chủ đã hoàn thành tới mức phải chuyển ngay sang cách mạng xã hội chủ nghĩa". Ngoài ra, ông còn cho rằng "Với thể chế như hiện nay ở Việt Nam thì mọi thành công hay thất bại đều bắt nguồn từ sự lãnh đạo của Đảng." Cũng theo ông An, mặc dù "Hiến pháp và Pháp luật đã ghi rất rõ: Nhà nước ta là Nhà nước pháp quyền xã hội chủ nghĩa, pháp luật là tối thượng. Song trong thực tiễn thì không ít trường hợp chỉ thị, nghị quyết của Đảng mới là tối thượng. Thực chất chúng ta có hai hệ thống quyền lực song song, đó là hệ thống của Đảng và hệ thống Nhà nước đi kèm theo là hai hệ thống tòa nhà của hai cơ quan đảng và nhà nước cồng kềnh chưa từng có... Quốc hội là nhánh lập pháp có quyền lực cao nhất, song cũng còn nhiều hình thức, thực chất là Trung ương, Bộ Chính trị quyết... Chính phủ là nhánh hành pháp song cũng rất yếu, chủ yếu là chấp hành chỉ thị nghị quyết của Đảng".
Từ năm 2016, Việt Nam bắt đầu thực hiện cải cách hệ thống bằng cách hợp nhất một số cơ quan Đảng và Chính phủ tại địa phương (ví dụ như Ban dân vận hợp nhất với sở truyền thông, hợp nhất chức danh chủ tịch xã và bí thư đảng ủy xã) để tinh giản biên chế, hạn chế sự cồng kềnh của bộ máy chính quyền, tránh chồng chéo về chức năng giữa các đơn vị.

### Không theo tam quyền phân lập
Quyền lực nhà nước ở Việt Nam được phân công ra làm ba nhánh song lại thống nhất ở sự chỉ đạo của Đảng... cần phải được khắc phục theo quy luật thống nhất theo Hiến pháp và Pháp luật, tức là thống nhất ở nơi dân. Nếu hiểu ba nhánh quyền lực nhà nước đều đặt dưới sự lãnh đạo của Đảng đã được thể chế hóa trong Hiến pháp và pháp luật là đúng, còn nếu hiểu thống nhất trực tiếp ở ban lãnh đạo hoặc cá nhân lãnh đạo cụ thể nào đó thì lại là sai... Mọi chủ trương chính sách của đảng phải được cụ thể hoá bằng Hiến pháp và Pháp luật. Chấp hành Hiến pháp và Pháp luật tức là chấp hành sự lãnh đạo của Đảng. Xã hội sẽ được nhà nước quản trị bằng pháp luật, chứ không quản trị bằng chỉ thị, nghị quyết trực tiếp của đảng. Theo ông Đinh Thế Huynh, Thường trực Ban bí thư: "Việt Nam chúng tôi không có nhu cầu đa nguyên đa đảng, và dứt khoát không đa nguyên đa đảng. Điều đơn giản là Việt Nam đã có lúc đa đảng; tức là năm, 1946 khi chúng tôi Tổng tuyển cử lần đầu tiên thì cũng đã có mấy đảng tham gia. Nhưng khi thực dân Pháp quay lại xâm lược đất nước chúng tôi thì chỉ có Đảng Cộng sản Việt Nam lãnh đạo nhân dân Việt Nam kháng chiến để bảo vệ tổ quốc. Và bây giờ thì Đảng Cộng sản Việt Nam đang tiếp tục lãnh đạo nhân dân Việt Nam giành thắng lợi trong sự nghiệp xây dựng và bảo vệ tổ quốc".

### Phe cánh, trách nhiệm tập thể
Chính quyền Việt Nam có hai nhược điểm là: vấn nạn phe cánh, và cơ chế trách nhiệm tập thể.
Theo nhà phân tích David Koh của Viện Nghiên cứu Đông Nam Á ở Singapore thì tư tưởng phe cánh đã ăn sâu vào trong cơ chế, trong nền văn hóa người Việt nên không thể gỡ ra được. Còn về trách nhiệm tập thể, cơ chế tập thể chịu trách nhiệm khiến cho trách nhiệm của cá nhân lãnh đạo trở nên không tách bạch, khi họ làm sai thì thường đổ lỗi cho tập thể.